# Victor Diaz Lamich

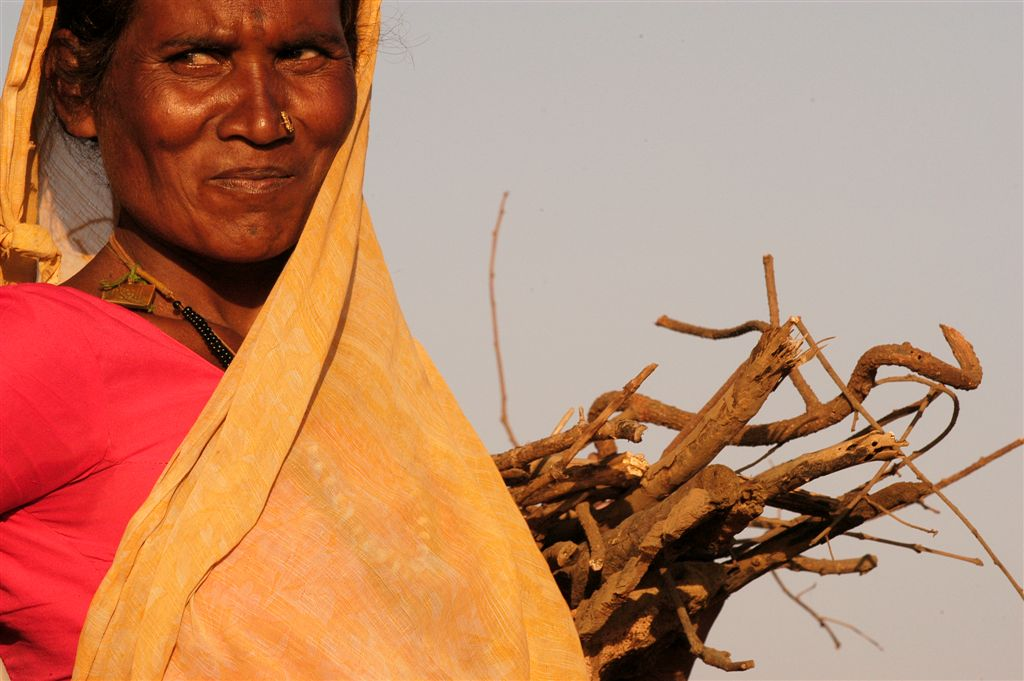
Obálka knihy Inde, sur la route des Jeunes musiciens du monde

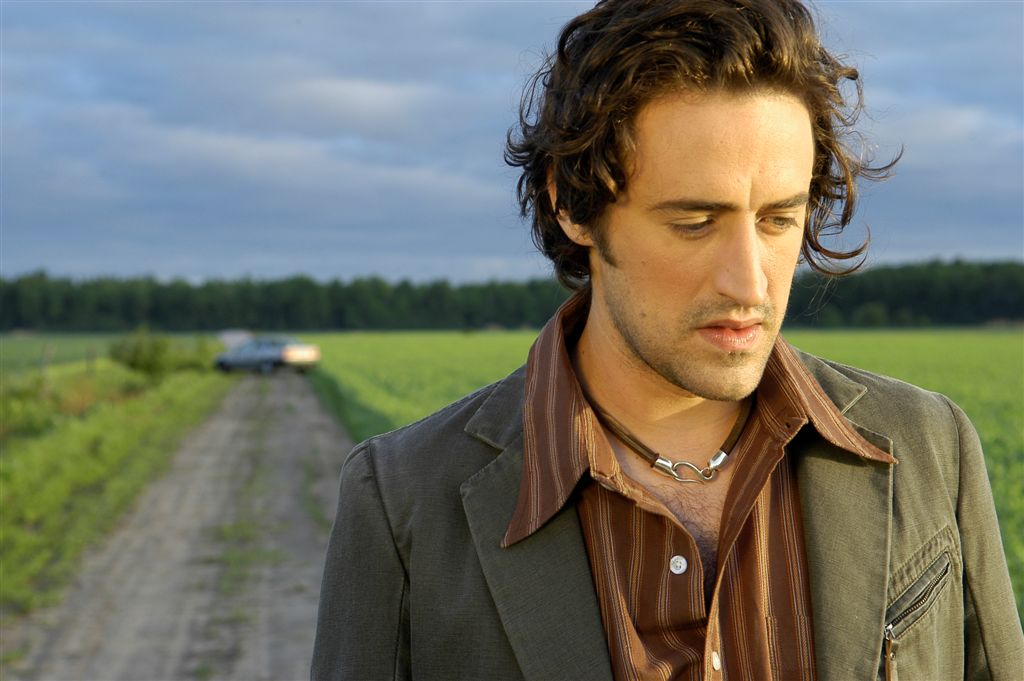
Sébastien Lacombe

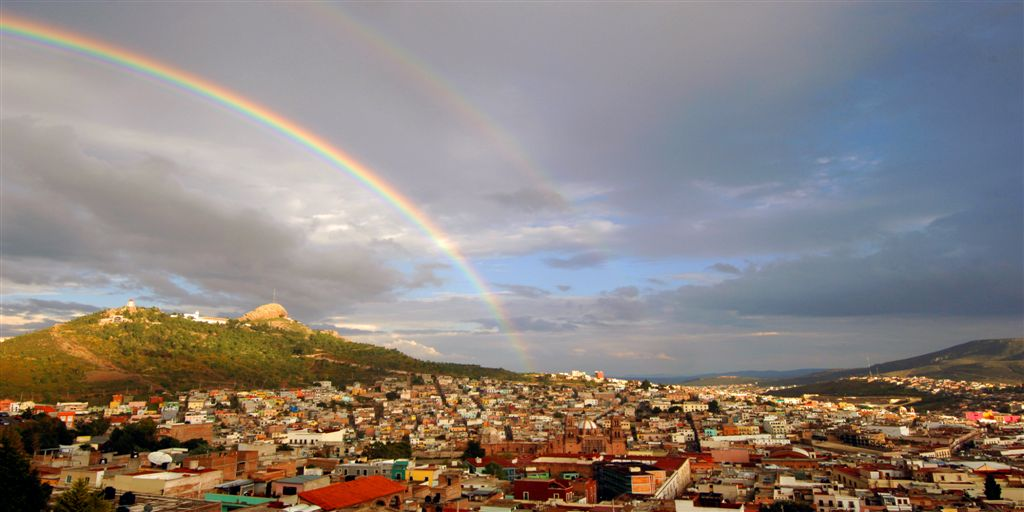
Fotografie z knihy Les plus belles villes coloniales du Mexique

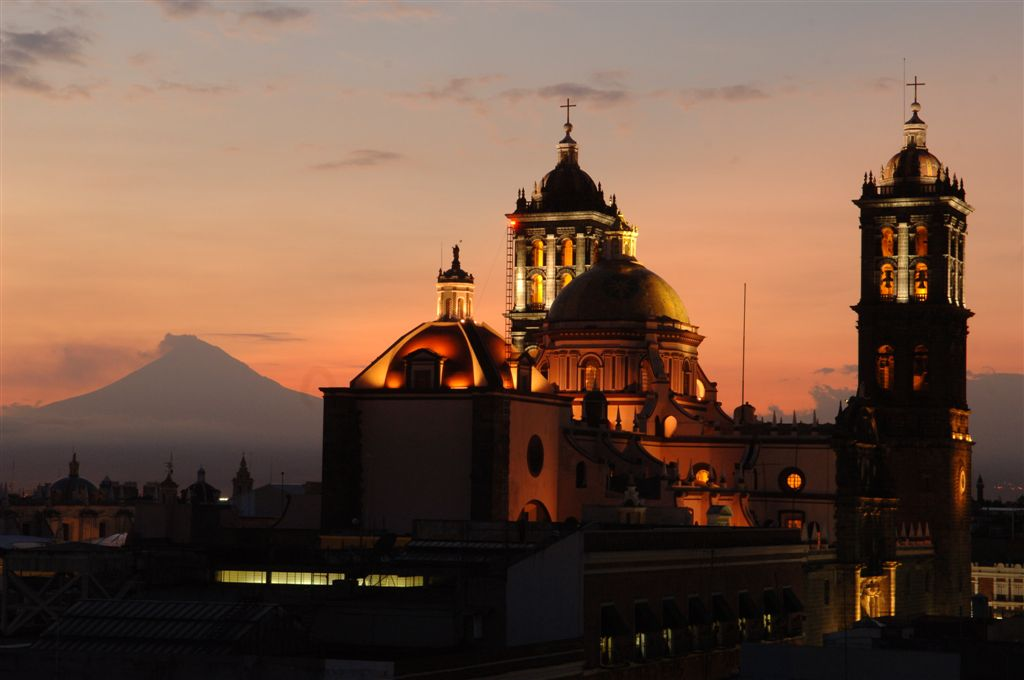
Fotografie z knihy Les plus belles villes coloniales du Mexique

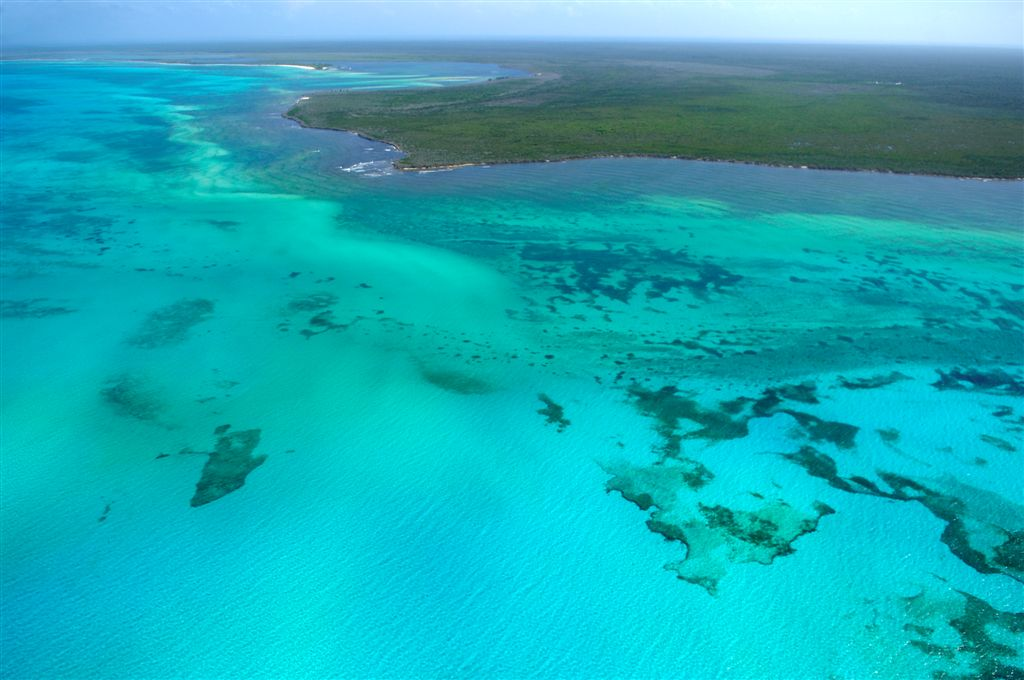
Fotografie z knihy Les plus belles plages du Mexique

Victor Diaz Lamich (* 1966, Buin, Chile) je fotožurnalista, pracující hlavně pro The Canadian Press. Žije v kanadském Quebecu.

## Život a dílo
Narodil se v roce 1966 v zemědělské oblasti Chile. Měl klidné dětství, které bylo přerušeno převratem v roce 1973, kdy se k moci dostal diktátor Pinochet proti demokraticky zvolenému prezidentovi Salvadoru Allendeovi. Jeho rodina se pak odstěhovala do kanadského Quebecu.
Cestoval po celé Kanadě, ale vrátil se též do své rodné země, kde hledal cestu k původní kultuře. Věnoval se fotograficky též otázkám z oblasti životního prostředí a ekologie Jižní Ameriky.
Pracoval jako fotoreportér kulturního magazínu Voir Montreal, magazíny The Canadian Press a National Film Board of Canada (NFB). V roce 2002 začal pracovat jako dvorní fotograf pro festivaly Festival International de Jazz de Montréal, Les FrancoFolies de Montréal a Montréal Highlights Festival.
Svou první knihu fotografií vydal v říjnu 2005 ve spolupráci s novinářkou Karinou Marceau: "Inde, sur la route des Jeunes Musiciens du monde" (anglicky: Indie na cestě mladých světových hudebníků). Fotokniha o příběhu mladých umělců pomáhá budovat hudební školy pro nováčky hudebníky v zemích třetího světa. Slouží jako nástroj pro financování neziskových organizací Jeunes Musiciens du monde.
- 2007 druhá kniha "Past Perfect" (Un Passé Plus que Parfait), historie Quebecu[4]
- 2008 účast na knize k 30. výročí festivalu "Jazz Festival"
- 2010 památeční kniha "Le Moulin à Paroles Sous Haute Surveillance"

Asi 6 let spolupracoval na knihách o Mexiku a Dominikánské republice s nakladatelem Sylvainem Harveyem.

## Publikace
- DIAZ LAMICH, Victor, Marceau, Karina. Inde, sur la route des Jeunes musiciens du monde. Color illustrated. [s.l.]: Sylvain Harvey Editions, 2005. Dostupné online. ISBN 9782980905605. OCLC 77052422 S. 102 pages. (French)
- DIAZ LAMICH, Victor, Lapointe, Camille. Past perfect. Color illustrated. [s.l.]: Sylvain Harvey Editions, 2007. ISBN 9782921703802. OCLC 173248692
- DIAZ LAMICH, Victor, Lapointe, Camille. Un passé plus-que-parfait. Color illustrated. [s.l.]: Sylvain Harvey Editions, 2007. ISBN 9782921703796. OCLC 173248686 (French)

## Výstavy
- Výstava Inde, sur la route des Jeunes musiciens du Monde (2005) : Mumbai, Goa, Darwad, Hubli, distrikt Bagalkot.
- Výstava Pour le droit de vivre en Paix (2006), Festival Victor Jara of Montreal.
- Výstava Contrastes d'Atacama (2008), Festival Montréal en Lumière.

## Projekty
- The Canadian Press.
- Oficiální fotograf Festivalu National Film Board of Canada (NFB)
- Oficiální fotograf Festivalu International de Jazz de Montréal.
- Oficiální fotograf Festivalu Les FrancoFolies de Montréal.
- Oficiální fotograf Festivalu Montréal en lumière.
- Obálka pro album Matthieu Chedid (M), EMI.
- Obálka pro album Thomas Hellman, Justin Time.
- Obálka pro album Pierre Lapointe (Noël sans pluie).
- Obálka pro album DVD humoristy Louis-José Houde.
- Zpěvačka z Quebecu Ariane Moffatt, fotografie.
- Fotografoval mezinárodní umělce: Sophia Loren, Laetitia Casta, Konstantinos Costa-Gavras, Margaret Atwood, Billy Bob Thornton, Ray Charles, Henri Salvador, Erik Mongrain, Ibrahim Ferrer, Carolina Herrera, Paul Anka, Corneille, Lara Fabian atd.
- Several photo sessions for castings with quebecors actors.
- Oficiální fotograf magazínu Voir Montréal
- Oficiální fotograf Grand prix de guitare de Montréal.
- Oficiální fotograf Grandes Mascarades de Montréal.
- Photo book Inde, sur la route des jeunes musiciens du monde.[1][2]
- Photo book Un Passé Plus que Parfait[4]
- Photo book on Dominican Republic, Sylvain Harvey editions.
- Serie of five books on Mexico, Sylvain Harvey editions.

## Galerie

### Umělci

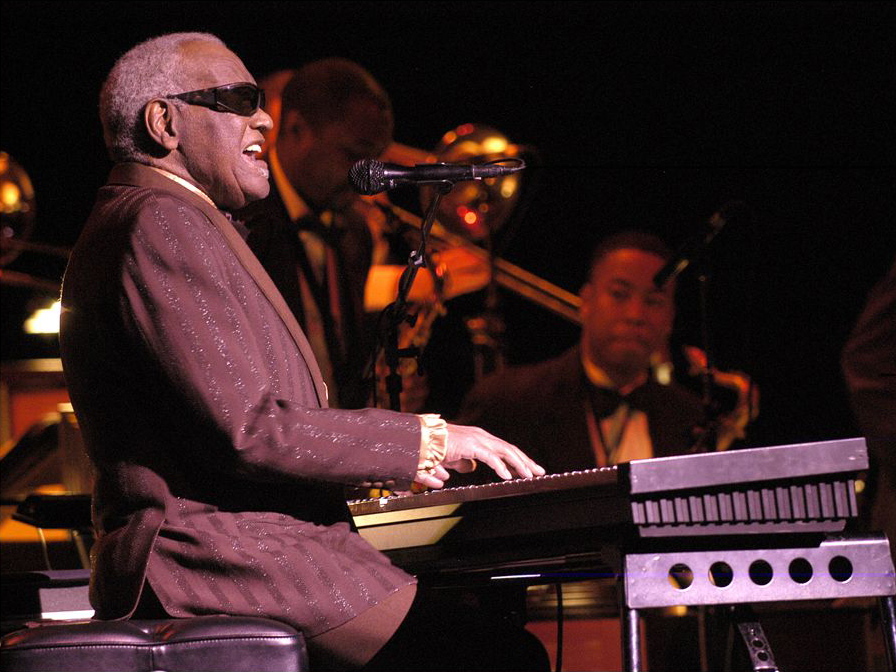
Ray Charles
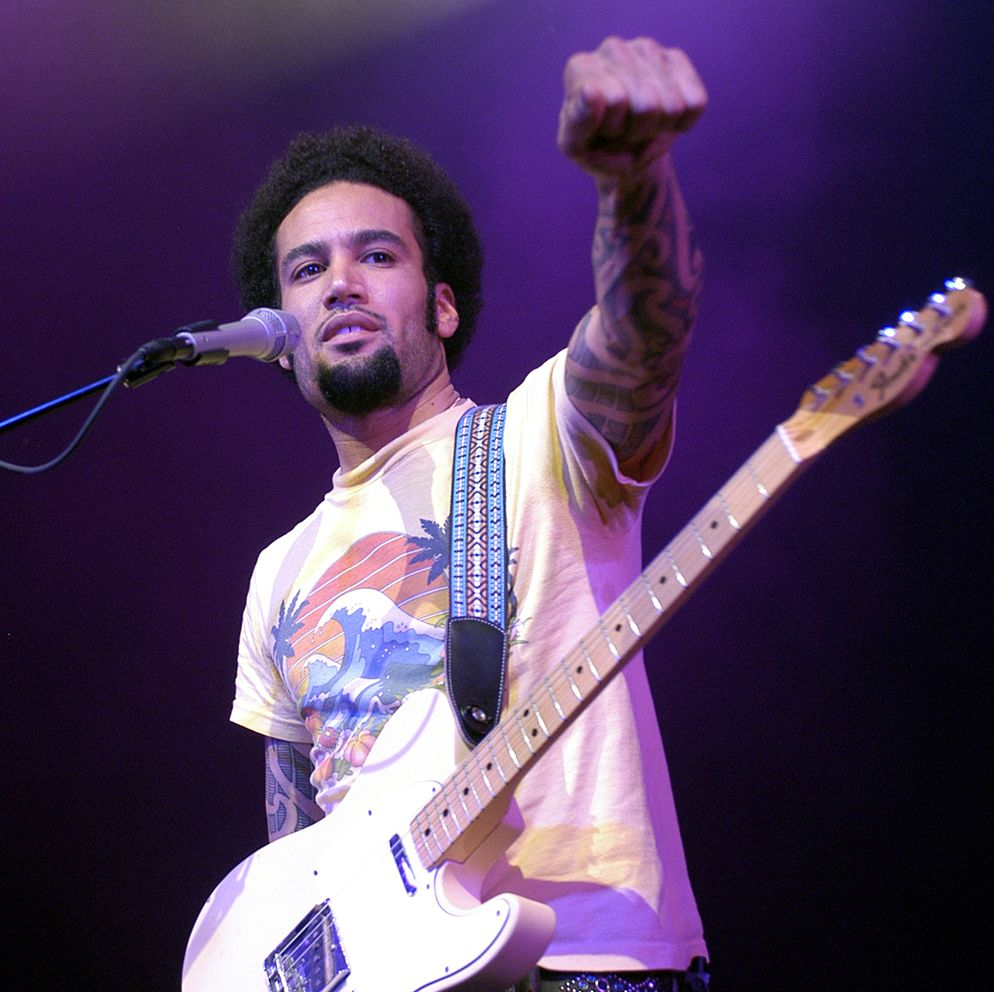
Ben Harper
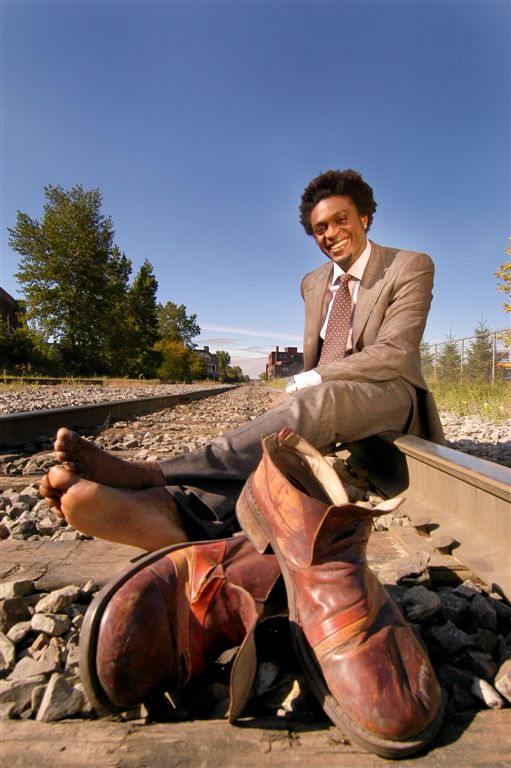
Corneille
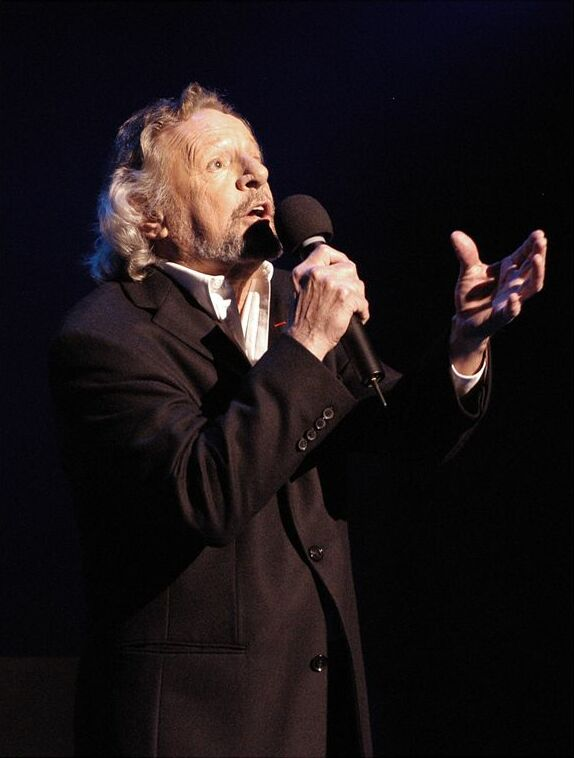
Claude Léveillée
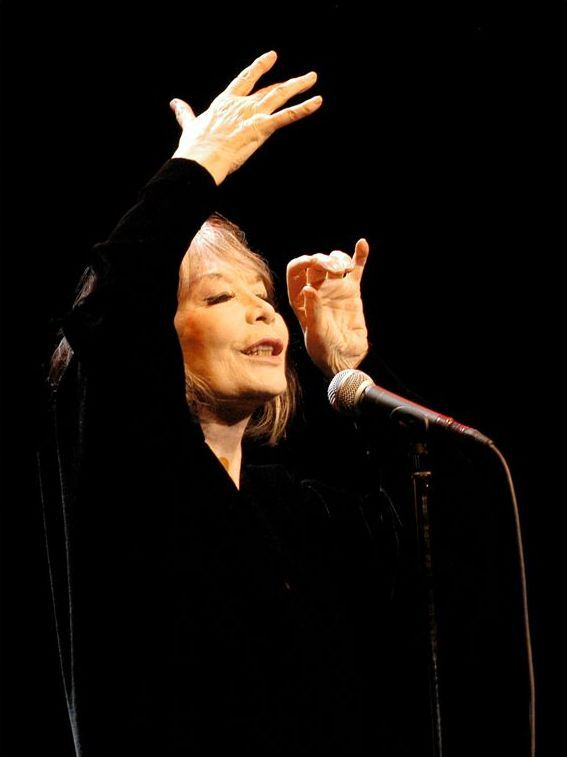
Juliette Greco
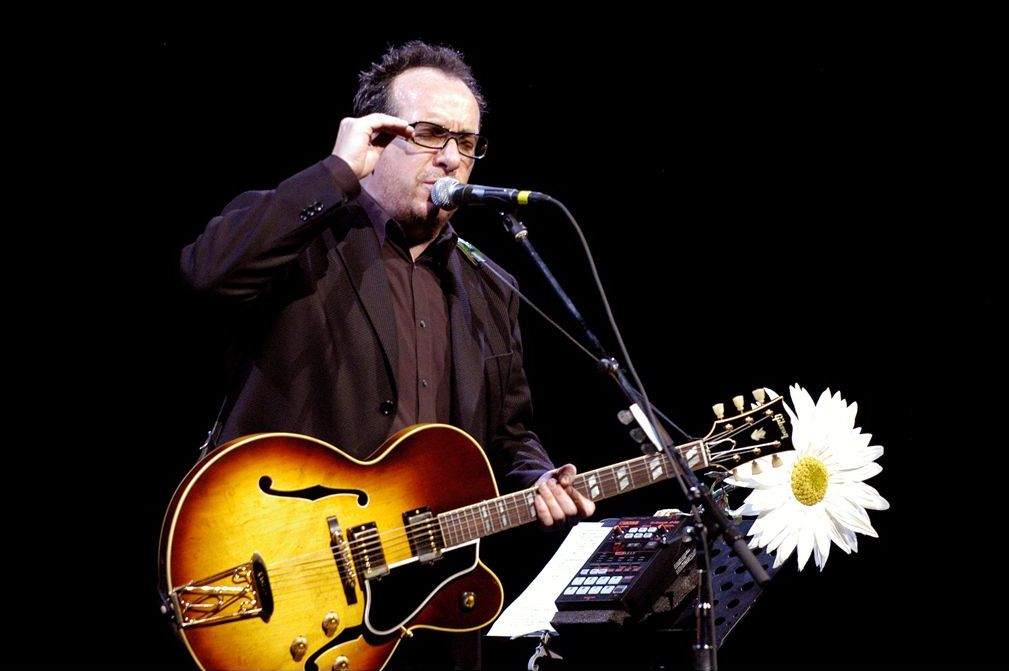
Elvis Costello
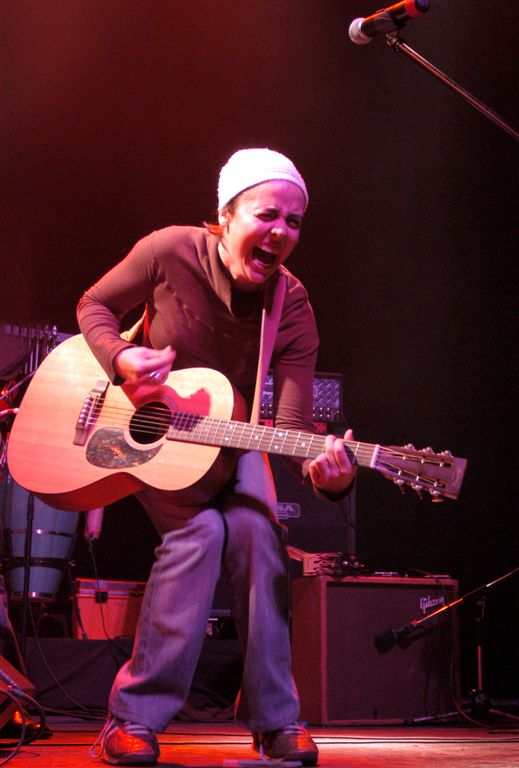
Ariane Moffatt
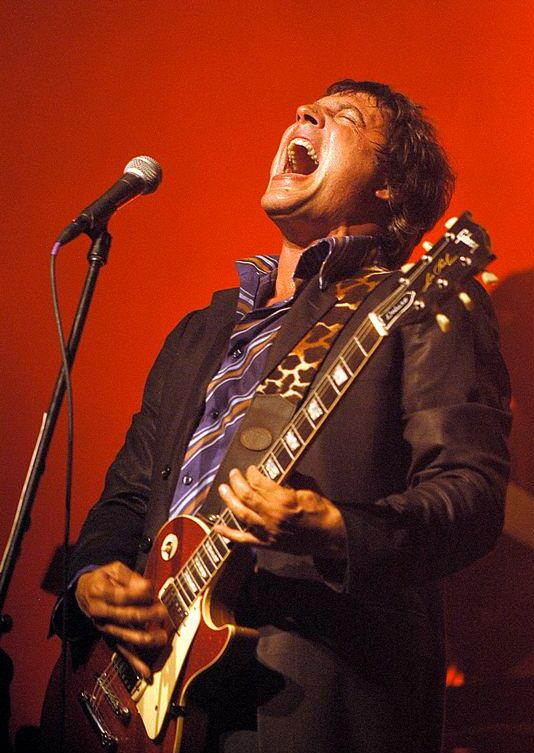
Jean Leloup
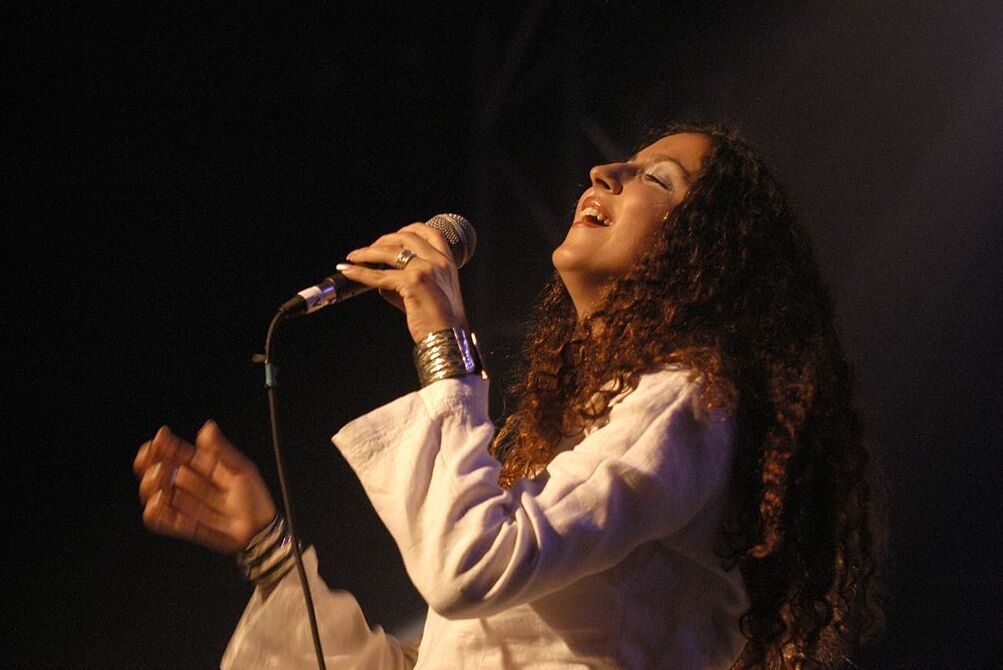
Lynda Thalie
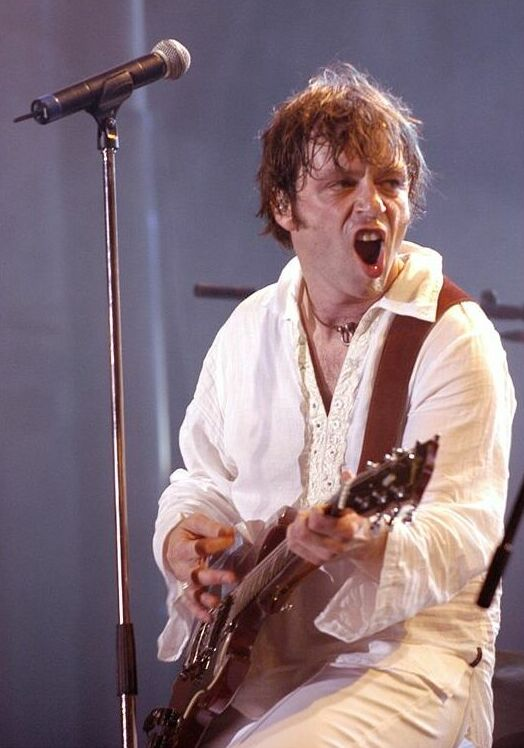
Daniel Boucher
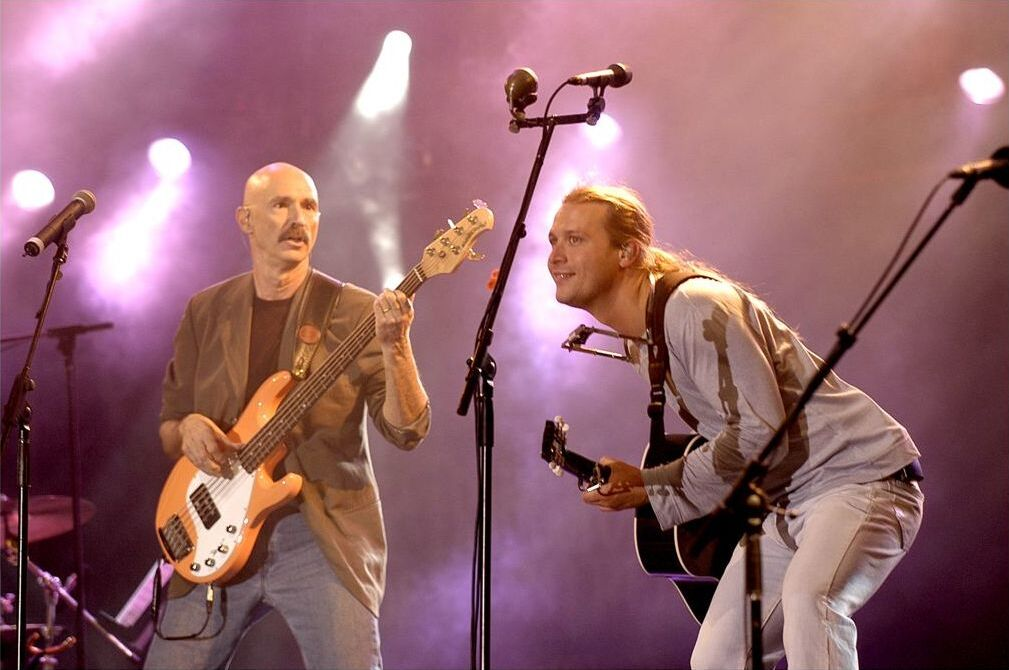
Tony Levin a Kevin Parent
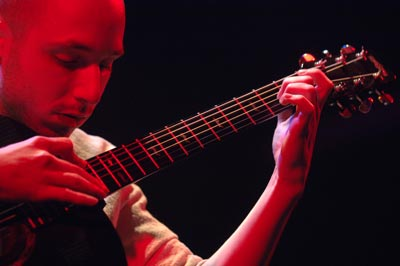
Erik Mongrain
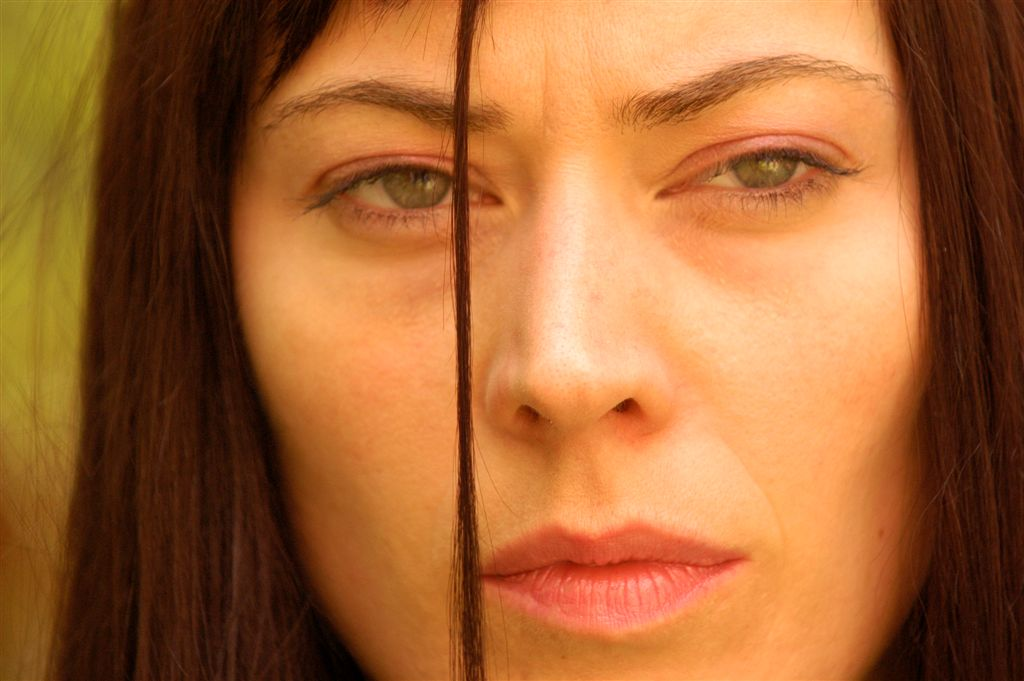
Elizabeth Diaga

### Krajiny a portréty

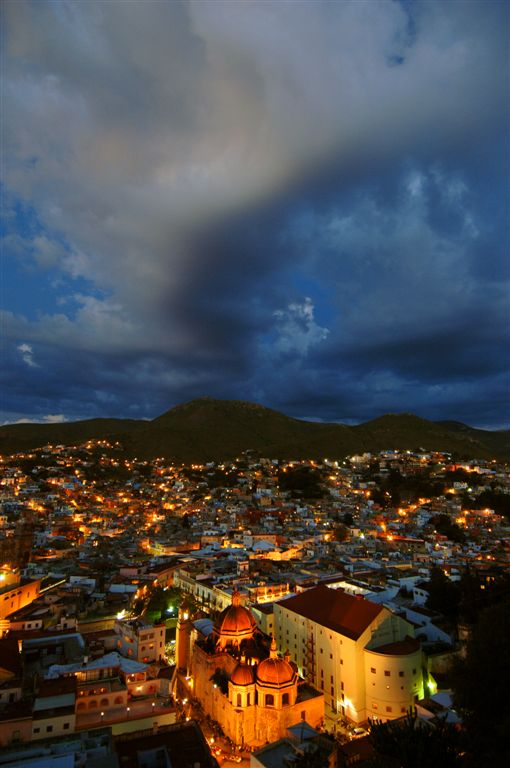
Kniha Les plus belles villes coloniales du Mexique
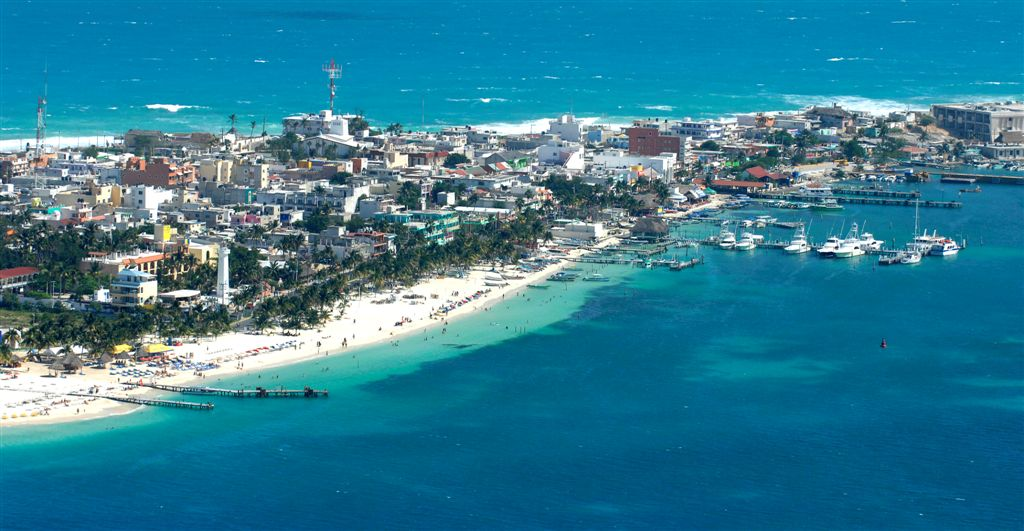
Kniha Les plus belles plages du Mexique
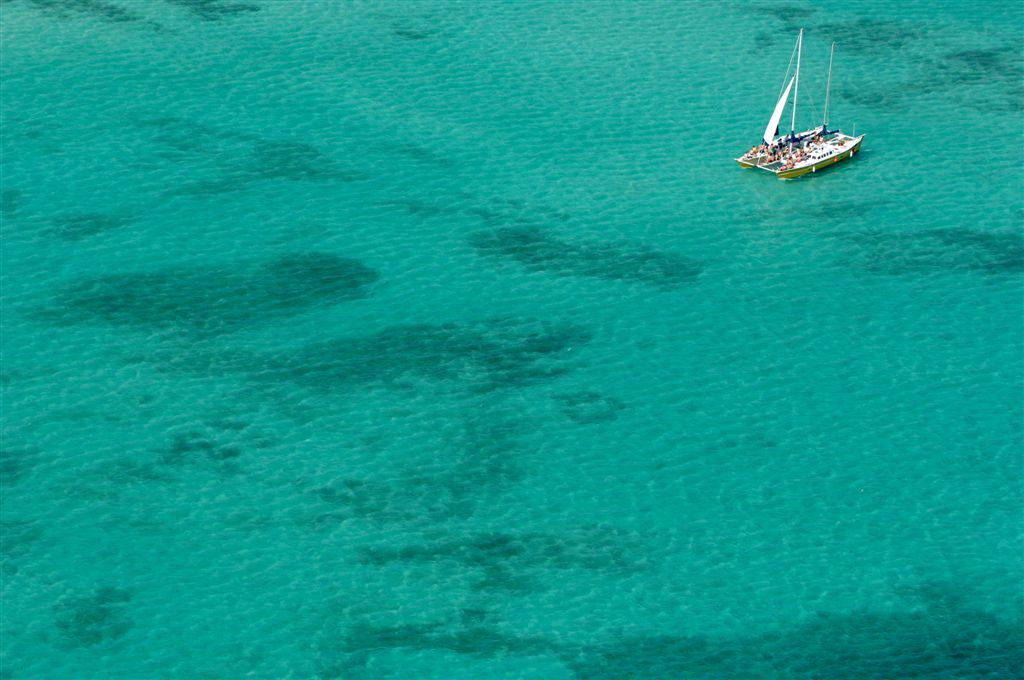
Kniha Les plus belles plages du Mexique
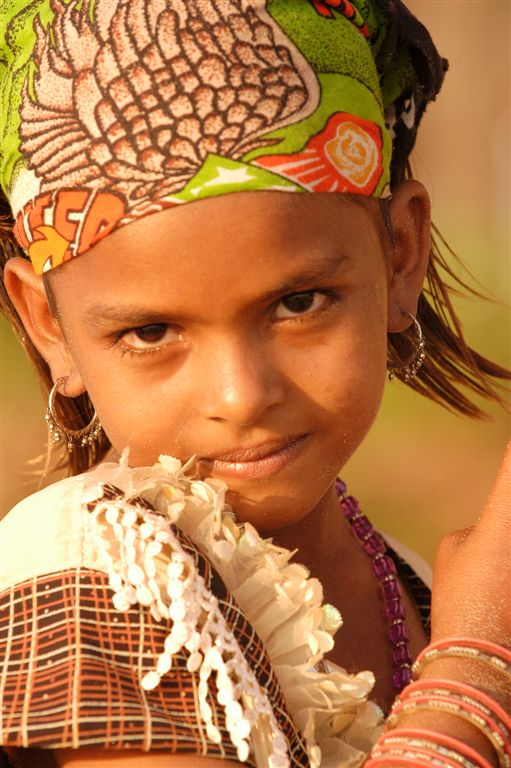
Obálka knihy Inde, sur la route des Jeunes musiciens du monde
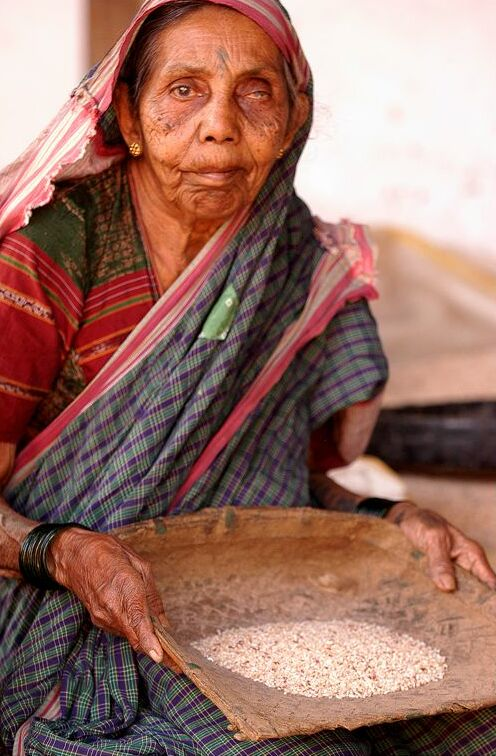
Kniha Inde, sur la route des Jeunes musiciens du monde
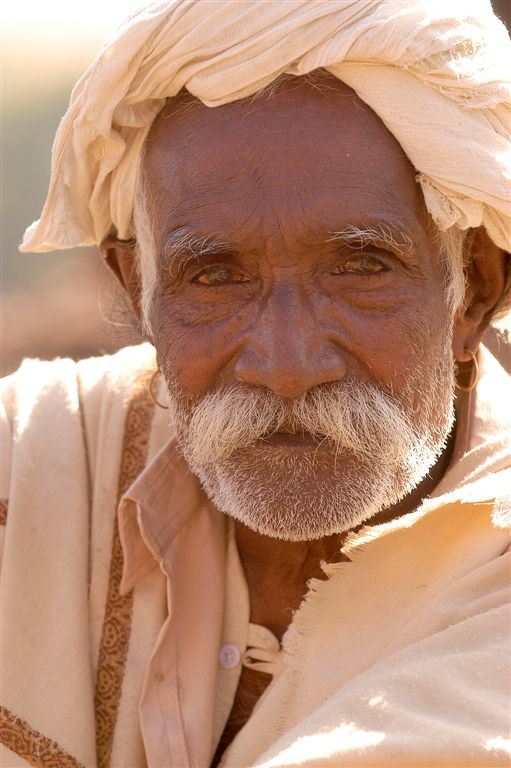
Kniha Inde, sur la route des Jeunes musiciens du monde
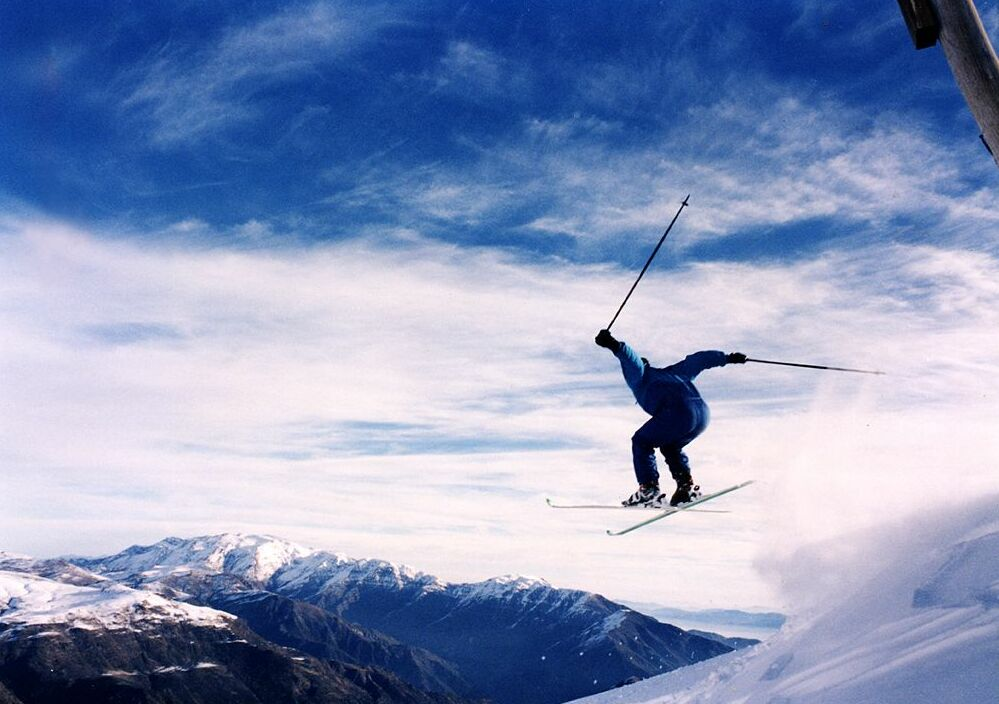
Lyžování v Andách
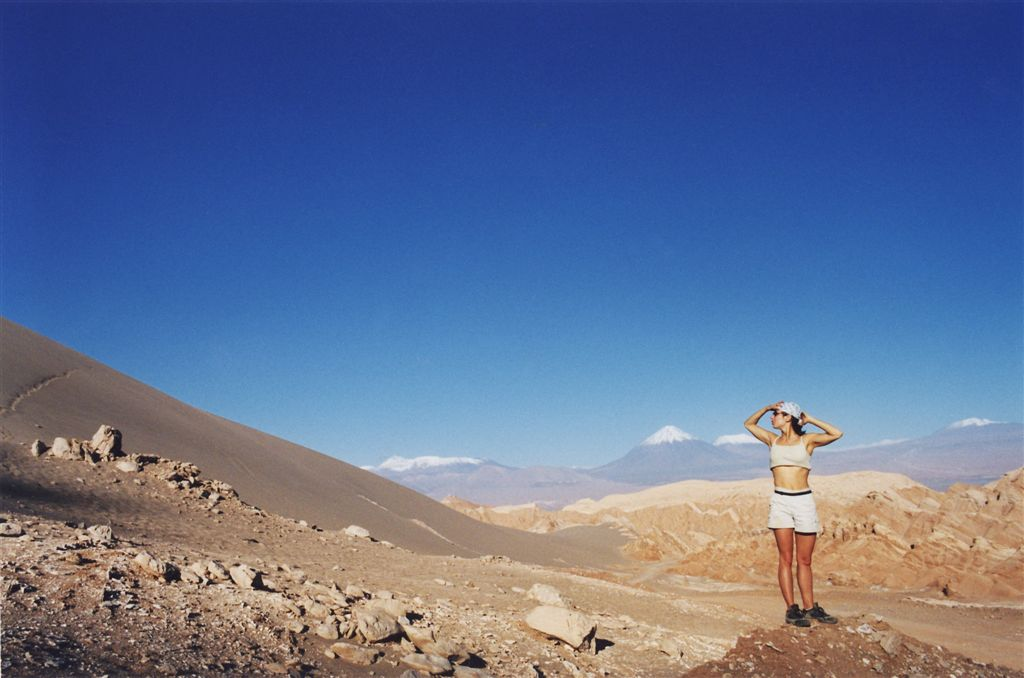
Atacama